# إحداثيات ثنائي القطب ذو مركزين

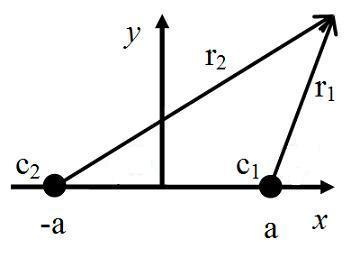
نظام إحداثي ثنائي قطب ذو مركزين، مركزاه هما.

في الرياضيات، إحداثيات ثنائي القطب ذو مركزين هو نظام إحداثيات مبني على إحداثيين يُعطيان مسافةً من نقطتين ثابتتين. هذا النظام مُفيد في بعض التطبيقات العلمية كحساب المجال الكهربي لقطب ثنائي على المستوى.

## التحويل إلى إحداثيات ديكارتية
تُعطى صيغة التحويل إلى إحداثيات ديكارتية {\displaystyle (x,\ y)} من الإحداثيات ثنائية القطب ذات البؤرتين {\displaystyle (r_{1},\ r_{2})} بالصيغة:
{\displaystyle x={\frac {r_{2}^{2}-r_{1}^{2}}{4a}}}
{\displaystyle y=\pm {\frac {1}{4a}}{\sqrt {16a^{2}r_{2}^{2}-(r_{2}^{2}-r_{1}^{2}+4a^{2})^{2}}}}
حيث أن مراكزهما هي {\displaystyle (+a,\ 0)} و{\displaystyle (-a,\ 0)}.